# Elizabeth Carnegy, Baroness Carnegy of Lour
Elizabeth Patricia Carnegy of Lour, Baroness Carnegy of Lour FRSA, DL (* 28. April 1925 in London; † 9. November 2010) war eine britische Landwirtin, Akademikerin und Politikerin der Conservative Party.

## Leben und Karriere
Carnegy wurde 1925 als Tochter von Lieutenant Colonel Ughtred Elliott Carnegy of Lour und dessen Ehefrau Violet Henderson in London geboren. Sie war Nachfahrin von Patrick Carnegie of Lour, dem dritten Sohn von David Carnegie, 2. Earl of Northesk.
Sie besuchte die Downham School in Essex.
Von 1943 bis 1946 arbeitete sie im Cavendish Laboratory in Cambridge. 1947 trat sie in die Girl Guides Association ein.
Später hatte sie mehrere Ämter in der Regionalverwaltung inne. Von 1956 bis 1963 war sie Landrätin (County Commissioner) für Angus und von 1958 bis 1962 Ausbildungsleiterin (Training Advisor) für Schottland. Beim Commonwealth Headquarters war sie von 1963 bis 1965 ebenfalls Ausbildungsleiterin. Von 1971 bis 1984 war sie dort Präsidentin für Angus und von 1979 bis 1989 dort Präsidentin für Schottland.
Von 1967 bis 1975 war sie kooptiertes Mitglied des Angus County Council Education Committee. Carnegy war Vorsitzende der Working Party on Professional Training in Community Education Scotland. Von 1979 bis 1983 war sie Mitglied (Member) des Scottish Council for Tertiary Education. Von 1980 bis 1983 war sie Vorsitzende (Chairman) des Manpower Services Commission Committee for Scotland und von 1980 bis 1983 Mitglied des Scottish Economic Council. 1981 wurde sie Vorsitzende (Chair) des Scottish Council for Community Education, wo sie bereits seit 1978 Mitglied war und 1984 Mitglied des Verwaltungsrates (Administration Council) des Royal Jubilee Trust. Diese beiden Ämter hatte sie bis 1988 inne. Von 1974 bis 1982 war sie Mitglied des Tayside Regional Council. Von 1990 bis 1993 war sie Vorsitzende (Chair) des Tayside Committee on Medical Research Ethics.
Sie gehörte dem Visiting Committee der Noranside Borstal Institution an und war von 1984 bis 1996 Mitglied des Verwaltungsrats (Council) und des Finance Committee der Open University, sowie von 1991 bis 1996 Mitglied des Verwaltungsgremiums (Court) der University of St Andrews.

## Mitgliedschaft im House of Lords
In Anerkennung ihrer Verdienste um das Gemeinwohl wurde sie von Margaret Thatcher zum Life Peer vorgeschlagen. Carnegy wurde am 14. Juli 1982 zur Baroness Carnegy of Lour, of Lour in the District of Angus ernannt. Am 16. November 1982 hielt sie ihre Antrittsrede.
Als Themen von politischem Interesse gab sie in ihrer Parlamentsbiografie Universitäten, Inneres, Angelegenheiten Schottlands, Medizinethik, Verfassungsfragen, das Gesundheitswesen und Angelegenheiten des ländlichen Raums an.
Von 1982 bis 2000 war sie Mitglied in verschiedenen Untersuchungsausschüssen in Fragen der Europäischen Gesetzgebung (European Legislation Scrutiny Committees). Von 2001 bis 2005 war sie Mitglied des Sonderausschusses (Select Committee) Delegated Legislation and Regulatory Reform.
Zum letzten Mal meldete sie sich am 12. Mai 2009 zu Wort und nahm am gleichen Tag zum letzten Mal an einer Abstimmung teil. Sie war seit 6. Juli 2010 erneut aufgrund eines durch das House of Lords gewährten Leave of Absence dauerhaft beurlaubt.

## Weitere Ämter und Ehrungen
Von 1969 bis 1984 war sie Ehrenamtlicher Sheriff (Honorary Sheriff) von Angus. Von 1988 bis 2001 war sie Deputy Lieutenant von Angus.
Die University of Dundee verlieh ihr 1991 den Ehrendoktortitel in Rechtswissenschaften (Hon LLD); 1997 erhielt sie diese Auszeichnung von der University of St Andrews. 1998 wurde sie von der Open University mit einem Honorary Doctor of University (Hon DUniv) geehrt.
1993 wurde Carnegy Honorary Fellow des Scottish Community Education Council. Sie war Fellow der Royal Society of Arts (FRSA).
Seit 1989 war sie Ehrenmitglied der Scottish Library Association. Carnegy war Mitglied der Association of Conservative Peers. Von 1990 bis 1994 war sie dort stellvertretende Vorsitzende (Vice-Chairman).

## Persönliches und Tod
Von 1956 bis 1989 betrieb sie eine eigene Landwirtschaft. Sie übernahm 1973 von ihrem Vater das Familiengut und baute es, unter anderem gemeinsam mit ihrem Neffen, zu einem der angesehensten und hervorragend geführten Landwirtschaftsbetriebe in Schottland aus.
David Carnegie, 14. Earl of Northesk, der seit 1994 Mitglied des House of Lords war, war einer ihrer entfernten Verwandten.
Carnegy war unverheiratet. Sie hatte noch eine Schwester. Zuletzt lebte sie in einem Pflegeheim. Carnegy starb am 9. November 2010 im Alter von 85 Jahren.